# Guitarrero
Guitarrero – andyjska jaskinia, położona w regionie Ancash w środkowym Peru. Jedno z najstarszych stanowisk paleoindiańskich na obszarze Ameryki Południowej.
Jaskinia została odkryta w 1968 roku i przebadana po raz pierwszy przez zespół archeologów pod kierownictwem Thomasa Lyncha. W trakcie badań archeologicznych odkryto bogaty inwentarz zawierający m.in. wyroby drewniane i kościane, skóry zwierzęce i rośliny uprawne. Najstarsze ślady bytności ludzkiej, związane z okresowymi pobytami w okolicy wędrownych myśliwych, pochodzą z okresu 9000–10 100 lat temu, chociaż wyniki datowania radiowęglowego śladów po paleniskach wskazują, że jaskinia mogła być zasiedlona już ok. 12 560 lat temu. W tzw. kompleksie II, datowanym na okres od 8000 do 5600 p.n.e., znaleziono włókna roślin ananasowatych, używane do wyrobu tkanin, lin i koszy. Odkryto także ślady pierwszych uprawianych roślin jadalnych: dyni, fasoli i papryki. Z kompleksie III, między 5000 a 3000 p.n.e., pojawiła się również kukurydza. Jaskinia była zasiedlona także w późniejszych okresach, najmłodsze warstwy osadnicze pochodzą z okresu między 1000 p.n.e. a 1000 n.e.